# Maurice Ducos
Maurice Ducos (* 15. Oktober 1904 in Paris; † 30. Juni 1983 in Sablé-sur-Sarthe) war ein französischer Schwimmer.

## Karriere
Ducos nahm 1924 an den Olympischen Spielen in Paris teil. Dort schied er im Wettbewerb über 100 m Rücken als Vierter seines Vorlaufs mit einer Zeit von 1:25,0 min aus. Bei den französischen Schwimmmeisterschaften 1925 errang er über 100 m Rücken die Goldmedaille und stellte einen neuen nationalen Rekord auf. Im darauffolgenden Jahr erzielte er den zweiten Platz.